# Girardinia bullosa
Girardinia bullosa är en nässelväxtart som först beskrevs av Ernst Gottlieb von Steudel, och fick sitt nu gällande namn av Hugh Algernon Weddell. Girardinia bullosa ingår i släktet Girardinia och familjen nässelväxter. Inga underarter finns listade i Catalogue of Life.